# Nothobranchius flammicomantis
Nothobranchius flammicomantis är en fiskart som beskrevs av Wildekamp, Watters och Sainthouse, 1998. Nothobranchius flammicomantis ingår i släktet Nothobranchius och familjen Nothobranchiidae. IUCN kategoriserar arten globalt som sårbar. Inga underarter finns listade i Catalogue of Life.